# Olympic Oval
L'Olympic Oval de Calgary, Alberta, Canada, est une patinoire de vitesse couverte, de forme ovale, construite pour les Jeux olympiques de 1988. Elle était jusqu'en 2010 le domicile de l'équipe féminine de hockey sur glace, les Calgary Oval X-Trem, de la National Women's Hockey League. Elle est située sur le campus de l'Université de Calgary. Grâce à deux machines Zamboni, à l'altitude élevée de la ville, et à un contrôle poussé de la température, la patinoire est connue comme « la plus rapide du monde ».

## Histoire

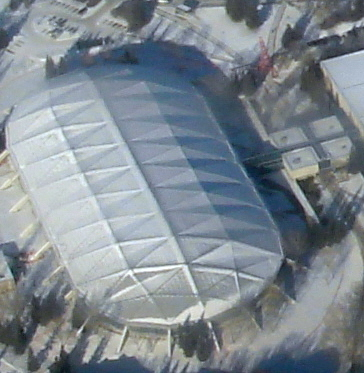
l'Olympic Oval.

L'Olympic Oval fut conçue comme la première patinoire ovale couverte d'Amérique du Nord, dédiée au patinage de vitesse et la première à être utilisée pendant les Jeux olympiques. Le fait d'être un énorme dôme facilite le contrôle de la température interne, et donc la production d'une glace de très haute qualité. 
La construction de l'Oval débuta en 1985, près de quatre ans après la désignation de Calgary, comme ville hôte des Jeux olympiques de 1988. Tout comme le Saddledome, la structure de l'Oval est composé de béton pré-coulé. Vingt-huit piliers furent disposés en dehors de l'édifice pour supporter les 84 autres piliers utilisés pour construire l'ossature du toit courbé. L’échafaudage intérieur qui soutenait ces 84 piliers dut être abaissé centimètre par centimètre pour équilibrer le poids du toit sur les 28 piliers de supports externes. La construction fut achevée à la fin de l'été 1987, et la patinoire ouvrit officiellement en septembre, cinq mois avant le début des Jeux.
Ce fut durant les épreuves de patinage de vitesse des Jeux olympiques de 1988, que cette patinoire se fit connaître comme étant « la plus rapide du monde ». En effet, les records tombaient les uns après les autres : sept records du monde (500 m homme, 1 500 m homme, 10 000 m homme, 500 m dame, 1 000 m dame, 3 000 m dame et 5 000 m dame), et trois records olympiques furent établis lors de cet événement (1 500 m homme, 5 000 m homme et 1 500 m dame).
La combinaison du contrôle de la température et de l'altitude élevée de la ville influencèrent indiscutablement la qualité de la glace, et, pendant les quatorze années qui suivirent, la majorité des records du monde de vitesse furent établis sur cette patinoire. Ce ne fut qu'aux Jeux olympiques de Salt Lake City, (Utah) en 2002 que la plupart de ces records furent battus à l'Utah Olympic Oval, une installation non seulement proche par son nom mais aussi dans son fonctionnement, l'une des rares patinoires couverte au monde et disposant d'un système de contrôle de la température. Salt Lake City est située à une altitude supérieure à celle de Calgary. Le 26 mars 2006, l'Olympic Oval regagna, une fois de plus, son titre de « glace la plus rapide du monde », détenant actuellement 14 records du monde, alors que le Utah Olympic Oval n'en détient que sept.
L'Oval continue d'être considéré comme un des tout meilleur lieu d'entrainement pour le patinage de vitesse, pour les équipes nationales de patinage de vitesse du monde entier.
À côté de sa piste de 400 m dédiée au patinage de vitesse, l'Olympic Oval inclut également deux pistes de short track de taille internationale ou deux terrains de hockey, ainsi qu'une piste d'athlétisme de 450 m à l'extérieur de la piste de glace, une piste de 110 m pour les épreuves de sprint et enfin des pistes pour pratiquer le saut en longueur.
Quand il n’abrite pas de matchs de hockey ou des compétitions de patinage de vitesse, l'Oval est ouvert au public.